# Lawn bowls nos Jogos da Commonwealth de 2018
O lawn bowls nos Jogos da Commonwealth de 2018 foi realizado no Broadbeach Bowls Club em Gold Coast, na Austrália, entre 5 e 13 de abril. Dez eventos foram disputados, incluindo dois deles para atletas de elite com deficiência.

## Medalhistas
Masculino
| Evento             | Ouro                                                             | Prata                                                              | Bronze                                                             |
| Simples detalhes   | Aaron Wilson AUS Austrália                                       | Ryan Bester CAN Canadá                                             | Robert Paxton ENG Inglaterra                                       |
| Duplas detalhes    | Daniel Salmon Marc Wyatt WAL País de Gales                       | Paul Foster Alex Marshall SCO Escócia                              | Aidan Zittersteijn Taiki Paniani COK Ilhas Cook                    |
| Trios detalhes     | Ronnie Duncan Derek Oliver Darren Burnett SCO Escócia            | Barrie Lester Nathan Rice Aron Sherriff AUS Austrália              | Phillip Jones Hadyn Evans Ryan Dixon NFK Ilha Norfolk              |
| Quartetos detalhes | Ronnie Duncan Derek Oliver Paul Foster Alex Marshall SCO Escócia | Barrie Lester Brett Wilkie Nathan Rice Aron Sherriff AUS Austrália | Louis Ridout David Bolt Jamie Chestney Sam Tolchard ENG Inglaterra |

Feminino
| Evento             | Ouro                                                                        | Prata                                                                 | Bronze                                                                   |
| Simples detalhes   | Jo Edwards NZL Nova Zelândia                                                | Laura Daniels WAL País de Gales                                       | Colleen Piketh RSA África do Sul                                         |
| Duplas detalhes    | Emma Firyana Saroji Siti Zalina Ahmad MAS Malásia                           | Nicolene Neal Colleen Piketh RSA África do Sul                        | Lesley Doig Claire Johnston SCO Escócia                                  |
| Trios detalhes     | Carla Krizanic Natasha Scott Rebecca Van Asch AUS Austrália                 | Kay Moran Stacey McDougall Caroline Brown SCO Escócia                 | Katherine Rednall Ellen Falkner Sian Honnor ENG Inglaterra               |
| Quartetos detalhes | Kelsey Cottrell Carla Krizanic Rebecca Van Asch Natasha Scott AUS Austrália | Esme Kruger Nicolene Neal Johanna Snyman Elma Davis RSA África do Sul | Rebecca Rixon Rosemaree Rixon Connie-Leigh Rixon Sharon Callus MLT Malta |

EAD
| Evento                         | Ouro                                                                 | Prata                                                                           | Bronze                                                              |
| Duplas misto B2/B3 detalhes    | Lynne Seymour Bob Seymour Jake Fehlberg Grant Fehlberg AUS Austrália | Nozipho Schroeder Graham Ward Philippus Walker Johanna Rooyen RSA África do Sul | Julie Thomas John Wilson Gilbert Miles John Byron WAL País de Gales |
| Trios aberto B6/B7/B8 detalhes | Josh Thornton Tony Bonnell Ken Hanson AUS Austrália                  | Bruce Wakefield Barry Wynks Mark Noble NZL Nova Zelândia                        | Christopher Patton Tobias Botha Willem Viljoen RSA África do Sul    |

## Quadro de medalhas
| Ordem | País          | Medalha de ouro | Medalha de prata | Medalha de bronze | Total |
| ----- | ------------- | --------------- | ---------------- | ----------------- | ----- |
| 1     | Austrália     | 5               | 2                |                   | 7     |
| 2     | Escócia       | 2               | 2                | 1                 | 5     |
| 3     | País de Gales | 1               | 1                | 1                 | 3     |
| 4     | Nova Zelândia | 1               | 1                |                   | 2     |
| 5     | Malásia       | 1               |                  |                   | 1     |
| 6     | África do Sul |                 | 3                | 2                 | 5     |
| 7     | Canadá        |                 | 1                |                   | 1     |
| 8     | Inglaterra    |                 |                  | 3                 | 3     |
| 9     | Ilha Norfolk  |                 |                  | 1                 | 1     |
|       | Ilhas Cook    |                 |                  | 1                 | 1     |
|       | Malta         |                 |                  | 1                 | 1     |
| TOTAL | TOTAL         | 10              | 10               | 10                | 30    |